# Piran Kaliyar
Piran Kaliyar es una ciudad censal situada en el distrito de Haridwar,  en el estado de Uttarakhand (India). Su población es de 10043 habitantes (2011). Se encuentra a 7 km de Roorkee, junto al Canal del Ganges.

## Demografía
Según el censo de 2011 la población de Piran Kaliyar era de 10043habitantes, de los cuales 5271 eran hombres y 4772 eran mujeres. Piran Kaliyar tiene una tasa media de alfabetización del 55,20%, inferior a la media estatal del 78,82%: la alfabetización masculina es del 64,50%, y la alfabetización femenina del 44,86%.